# Alexei Iljitsch Dostoinow
Alexei Iljitsch Dostoinow (russisch Алексей Ильич Достоинов, englische Transkription Alexei Ilyich Dostoinov; * 3. August 1989 in Moskau) ist ein russisch-schweizerischer Eishockeyspieler, der zuletzt bis zum Saisonende 2022/23 beim EHC Kloten aus der National League unter Vertrag stand. Er besaß zuvor auch die US-amerikanische Staatsbürgerschaft.

## Karriere
Alexei Dostoinow begann seine Juniorenzeit beim EHC Dübendorf und den GCK Lions, weshalb er eine Schweizer Lizenz besitzt. Danach spielte er in mehreren Juniorenligen in den Vereinigten Staaten und Kanada.

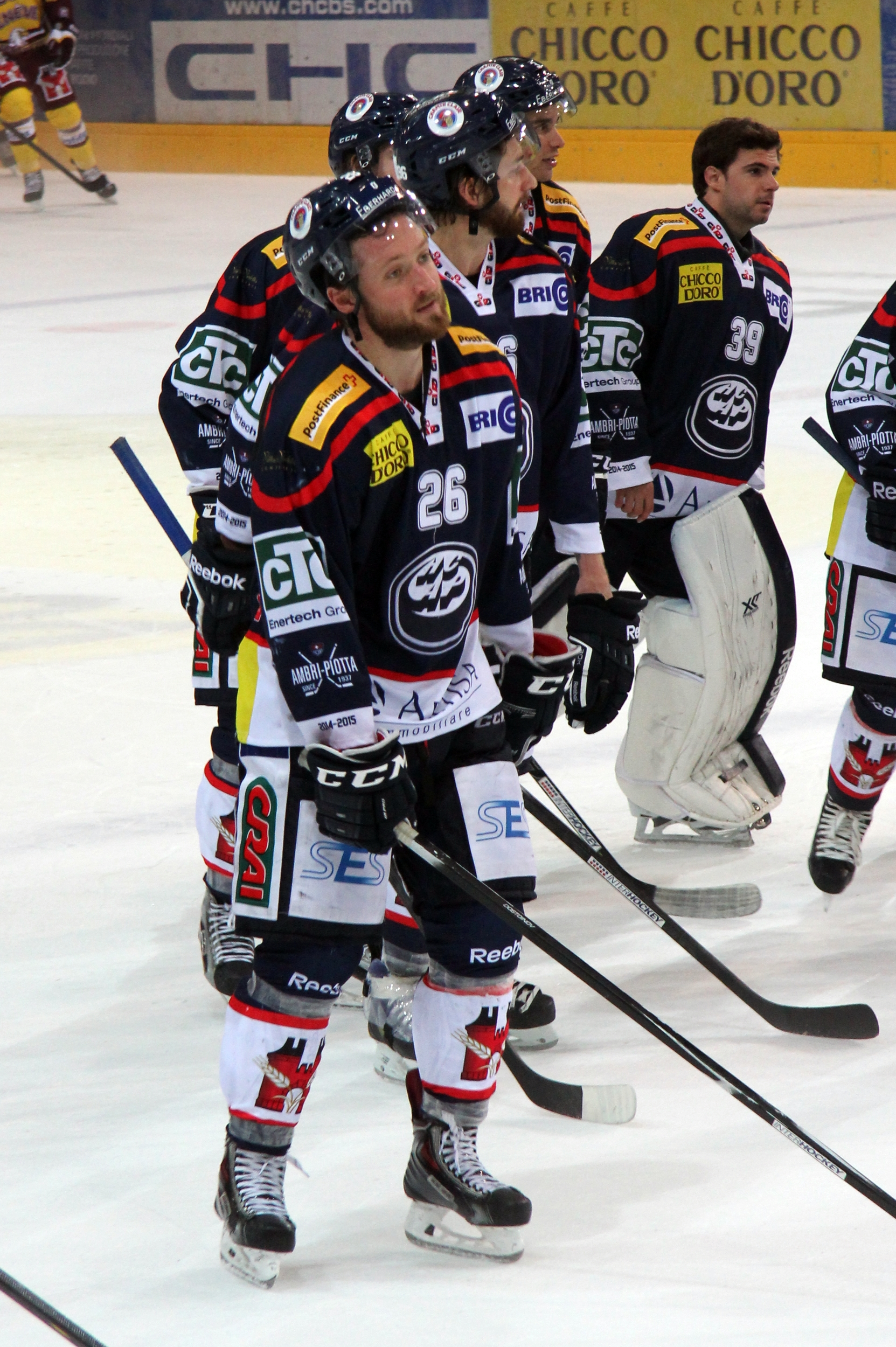
Alexei Doistonow (Bildmitte) im Oktober 2014

Auf die Saison 2010/11 kam er in die Schweiz zum Lausanne HC. Die erste Saison in Lausanne verlief mittelmäßig, wobei er in 44 Spielen 15 Punkte erzielte. Im Playoff-Final scheiterte Lausanne am EHC Visp und verpasste die Chance auf den Aufstieg. In der folgenden Saison kam er besser in Fahrt und erreichte 42 Punkte in 45 Spielen. Erneut ging der Playoff-Final verloren, diesmal gegen den SC Langenthal. Mit 50 Punkten aus ebenso vielen Spielen konnte er in der Saison 2012/13 die Leistung vom Vorjahr bestätigen. Dostoinow war mit 21 Punkten der beste Scorer in den Playoffs und maßgebend am Aufstieg des Lausanne HC in die National League A beteiligt.
Im Frühling 2013 wurde bekannt, dass Dostoinow einen Vertrag über zwei Jahre Laufzeit beim SC Bern unterschrieben hat. Zur Saison 2014/15 wechselte Dostoinow im Austausch für Marc Reichert zum HC Ambrì-Piotta. Ein Jahr später erhielt er einen Probevertrag bei Awtomobilist Jekaterinburg aus der Kontinentalen Hockey-Liga, der Mitte August 2015 bis zum Saisonende verlängert wurde.
Zwischen Januar und April 2016 spielte Dostoinow  beim EHC Biel in der National League A. Im Sommer gab Metallurg Nowokusnezk seine Transferrechte an den HK Witjas ab, der Dostoinow beim THK Twer einsetzte. Ende 2016 wechselte Dostoinow per sofort zu den SCL Tigers in die National League A, wo er einen Vertrag bis Saisonende erhielt. Im Februar 2017 wurde dieser um zwei Jahre verlängert. Zur Saison 2021/22 wechselte er zum EHC Kloten in die Swiss League.

## Erfolge und Auszeichnungen
- 2008 J.-Ross-Robertson-Cup-Gewinn mit den Kitchener Rangers
- 2013 Schweizer NLB-Meister mit dem Lausanne HC
- 2013 Aufstieg in die National League A mit dem Lausanne HC
- 2022 Meister der Swiss League und Aufstieg in die National League mit dem EHC Kloten

## Karrierestatistik
(Legende zur Spielerstatistik: Sp oder GP = absolvierte Spiele; T oder G = erzielte Tore; V oder A = erzielte Assists; Pkt oder Pts = erzielte Scorerpunkte; SM oder PIM = erhaltene Strafminuten; +/− = Plus/Minus-Bilanz; PP = erzielte Überzahltore; SH = erzielte Unterzahltore; GW = erzielte Siegtore; 1 Play-downs/Relegation; Kursiv: Statistik nicht vollständig)